# Il diluvio universale
Il diluvio universale és una òpera en tres actes de Gaetano Donizetti, amb llibret de Domenico Gilardoni, basat en Heaven and Earth de Lord Byron. S'estrenà al Teatro San Carlo de Nàpols el 28 de febrer de 1830.

## Origen i context
Donizetti mostra en aquesta òpera la versatilitat el desig d'ensinistrar-se en els gèneres més variats. Il diluvio universale pertany al model d'azione tràgico-sacra habitual en els teatres italians de l'època durant les setmanes de Quaresma -un intent de combinar la normal activitat teatral amb temàtiques de caràcter sacre adaptades a la solemnitat del temps litúrgic-, la més famosa de les quals havia estat el Mosè in Egitto de Rossini, estrenada al mateix teatre dotze anys enrere (1818), i que, després de la seva conversió en Moïse et Pharaon per l'Òpera de París el 1827, estava tenint una segona i triomfal carrera a Itàlia retraduïda com Mosè. També en aquest Diluvio, com en el seu antecedent rossinià, una imponent figura bíblica, en aquest cas la de Noè, mostra en les seves solemnes pregàries i apocalíptiques advertències una fe obstinada i monolítica enfront de les amenaces del paganisme circumdant, i una lleu intriga amorosa (la rivalitat entre Sela i Ada per l'amor del sàtrapa Cadmo) serveix de contrapunt profà al conflicte entre creences.

## Representacions
Tot i una participació decidida del músic en la redacció del llibret -inspirat, entre altres textos, en el drama de Byron Heaven and Earth, i a causa de la ploma de Gilardoni, el seu col·laborador literari habitual en aquests anys-, i malgrat la cura posada en la composició de la partitura i de comptar amb un protagonista com el baix Luigi Lablache en el paper del patriarca, determinats errors d'altres intèrprets i la risible realització escènica del diluvi que tanca l'òpera van impedir que aquesta òpera aconseguís les expectatives posades en la seva preparació. Després del torn inicial de funcions napolitanes, únicament va tornar a veure la llum en una nova versió, més teatral, estrenada al Teatro Carlo Felice genovès el 25 de gener de 1834.	